# George Passmore
George William Passmore (Saint Louis, Missouri, 24 d'agost de 1889 - Florissant, Missouri, 22 de setembre de 1952) va ser un jugador de lacrosse estatunidenc que va competir a primers del segle xx. El 1904 va prendre part en els Jocs Olímpics de Saint Louis, on guanyà la medalla de plata en la competició per equips de Lacrosse, com a membre de l'equip St. Louis Amateur Athletic Association. Era germà del també jugador de lacrosse William Passmore.